# Elena Baquero González
Elena Baquero González (Barcelona, 1964) és una política menorquina, diputada al Parlament de les Illes Balears en la IX legislatura.
Llicenciada en Filosofia, ha treballat com a coordinadora i comercial de publicitat. A les eleccions municipals espanyoles de 1999 i 2003 fou escollida segona tinent de batle de l'Ajuntament d'Es Migjorn Gran com a independent en les llistes del PSIB-PSOE. Continuà com a regidora en l'oposició després de les eleccions municipals espanyoles de 2007, i arran de les eleccions municipals de 2011 fou nomenada tinent de batle d'educació, cultura, associacions, cooperació, participació ciutadana i medi ambient. A les eleccions municipals de 2015 revalidava l'acta de regidora i va ser nomenada regidora de Cooperació, Associacionisme i mobilitat, encara que va dimitir del càrrec a l'Ajuntament de Es Migjorn el juliol de 2016.
A les eleccions generals espanyoles de 2011 fou candidata socialista al Senat d'Espanya per Menorca, però no fou escollida, tenint molt baix suport al seu poble.
Va ser escollida diputada socialista per Menorca a les eleccions al Parlament de les Illes Balears de 2015. En aquest període va ostentar el càrrec de Vicepresidenta de la Comissió d'Hisenda i Pressuposts al Parlament Balear fins a la dissolució del parlament el 4 de febrer de 2019.